# Naučná stezka Bitva u Hradce Králové 3. 7. 1866 – ústup rakouské armády
Naučná stezka Bitva u Hradce Králové 3. 7. 1866 – ústup rakouské armády je jednou z pěti naučných stezek věnovaných bitvě u Hradce Králové a jednou ze tří, které spravuje Muzeum východních Čech v Hradci Králové.
Jedná se primárně o cyklistickou spojnici Hradce Králové a bojiště bitvy u Hradce Králové na Chlumu. Trasa začíná u Muzea východních Čech, odkud do Lochenic vede společně s červenou turistickou značkou po labské cyklostezce. Základní délka naučné stezky s cílem u Chlumu je 18,5 km. Varianta končící v Hořiněvsi měří 18 km. Z naučných tabulí se návštěvník dozví o závěrečných fázích bojí bitvy a zavítá na vojenský hřbitov v Pouchově, dnes části Hradce Králové.
Úsek mezi zastaveními 6 (Lochenice) a 7 (Rozcestí), kde naučná stezka vede po trase žluté turistické značky, je do roku 2022 uzavřen kvůli výstavbě dálnice.
V roce 2010 vyšel ke stezce průvodce v podobě brožury, kterou vydal Komitét 1866.

## Zastavení
Naučná stezka obsahuje 13 zastavení. Část zastavení jsou však umístěna ve dvou větvích, které se dělí u zastavení č. 7. Zastavení č. 8 a 9 se nacházejí ve větvi vedoucí do Hořiněvsi. Zastavení 10 až 13 jsou umístěna na trasa přes Neděliště a dále směrem na Chlum. Na posledním zastavení se napojuje na naučnou stezku Centrální bojiště Chlum, která vede až k Muzeu války 1866. Informační tabule se nevěnují zajímavostem, které přímo nesouvisejí s tématem, ale na trase se návštěvník dostane např. k zámku v Nedělišti.
Seznam zastavení:
1. Muzeum východních Čech
2. Sokolovna
3. Plácky
4. Vojenský hřbitov
5. Předměřice nad Labem
6. Lochenice
7. Rozcestí
8. Sendražice
9. Hořiněves Bažantnice
10. Neděliště zámek
11. Neděliště křižovatka
12. Dělostřelecký pluk č. 6
13. Pod Chlumem

## Galerie

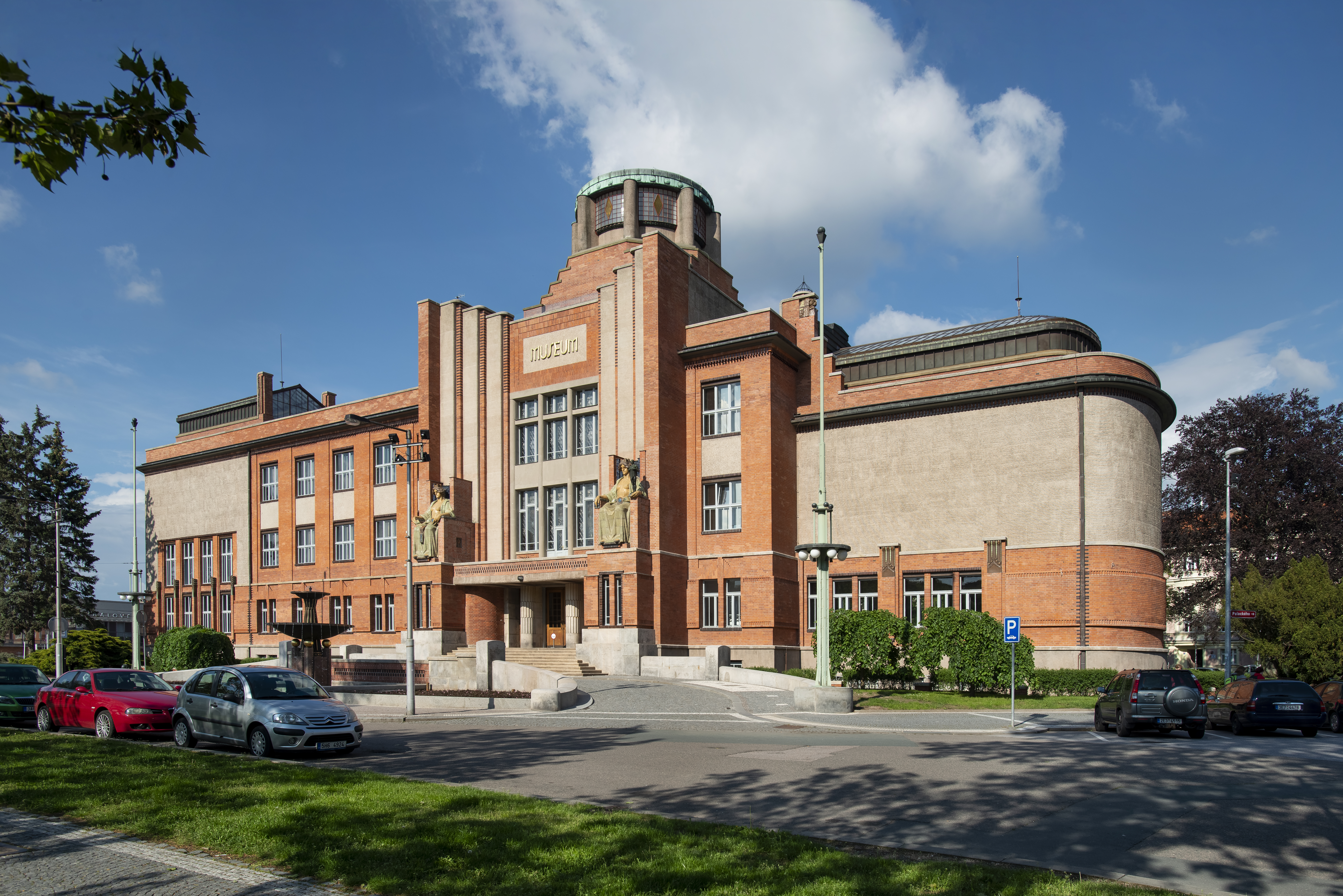
Muzeum východních Čech
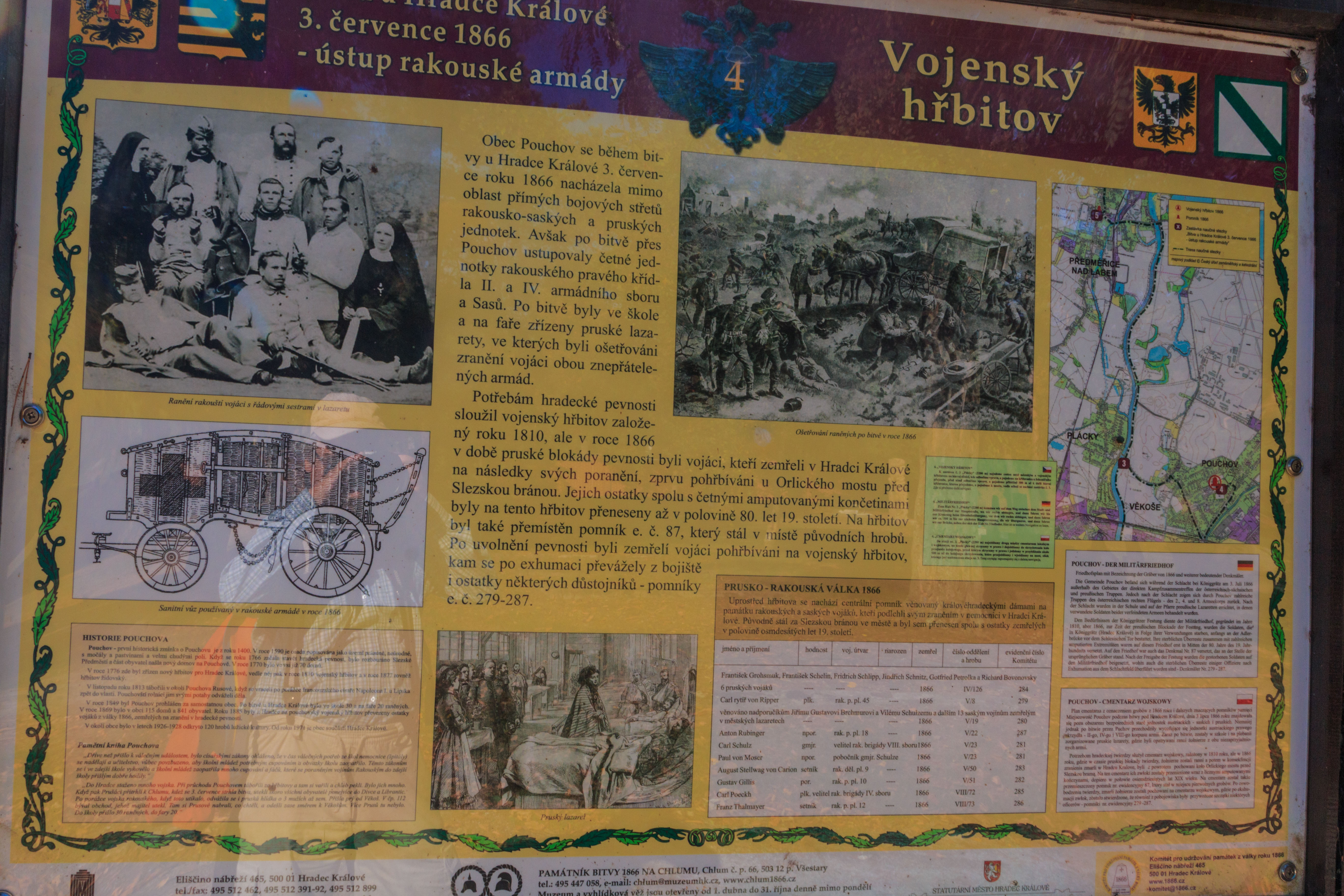
Zastavení naučné stezky u vojenského hřbitova v Pouchově
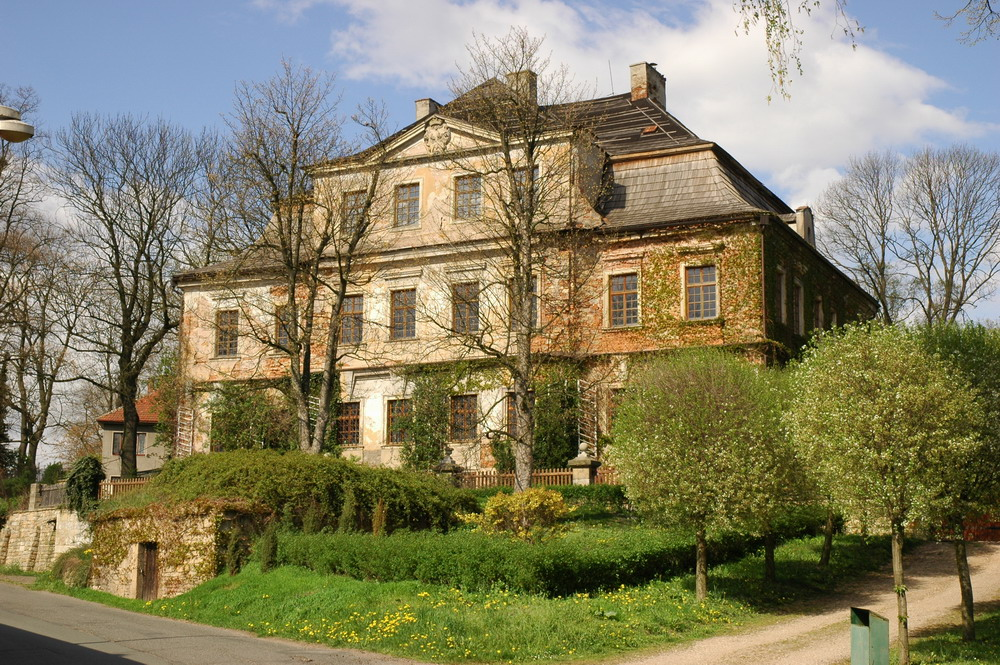
Zámek Neděliště